# Manfred A. Hirt
Manfred A. Hirt (* 13. August 1942) ist ein Schweizer Bauingenieur (Stahlbau).
Hirt studierte Bauingenieurwesen an der ETH Zürich mit dem Diplomabschluss und wurde 1972 an der Lehigh University promoviert. Er arbeitete als Ingenieur bei B+H in Zürich und im Ingenieurbüro HNTB in New York City und ist Professor an der École polytechnique fédérale de Lausanne (EPFL). Dort arbeitete er ab 1972 als beratender und forensischer Ingenieur für das ICOM Stahlbau-Labor der EPFL, dessen Direktor er ist.
Er befasste sich mit Ermüdung und Brüchen in Stahlkonstruktionen, deren Belastbarkeit, Sicherheit und Bedarf an Unterhalt.
2011 erhielt er den Albert-Caquot-Preis. 2003 wurde er für drei Jahre zum Präsidenten der International Association for Bridge and Structural Engineering (IABSE) gewählt. 2006 erhielt er den Charles Massonnet Award der  European Convention for Constructional Steelwork.

## Schriften
- mit Jean-Paul Lebet: Steel Bridges. Conceptual and Structural Design of Steel and Steel-Concrete Composite Bridges. EPFL Press, 2013.
- mit Rolf Bez, Alain Nussbaumer: Stahlbau. Grundbegriffe und Bemessungsverfahren. Eidgenössische Technische Hochschule Lausanne, Lausanne 2007.